# Gepirone
Gepirone là một thuốc chống trầm cảm và lo âu ma túy của azapirone nhóm đó được tổng hợp bởi Bristol-Myers Squibb vào năm 1986 và đã được phát triển để điều trị trầm cảm nhưng vẫn chưa được bán trên thị trường. Nó đã được phát triển ở Mỹ dưới dạng phát hành mở rộng (gọi tắt là gepirone ER), nhưng mặc dù đã hoàn thành các thử nghiệm lâm sàng giai đoạn III và chứng minh hiệu quả, đã bị Cục Quản lý Thực phẩm và Dược phẩm Hoa Kỳ (FDA) từ chối nhiều lần trong quá trình phê duyệt thuốc. Tuy nhiên, vào tháng 3 năm 2016, FDA đã đảo ngược khóa học và đưa ra phán quyết thuận lợi về hiệu quả của gepirone, dọn đường cho sự chấp thuận cuối cùng của nó. Kể từ tháng 1 năm 2018, thuốc vẫn đang được đăng ký trước.
Ngoài các đặc tính chống trầm cảm và giải lo âu, gepirone đã được tìm thấy để cải thiện các triệu chứng rối loạn chức năng tình dục ở nam và nữ. Hơn nữa, các hiệu ứng pro-sex dường như độc lập với tác dụng chống trầm cảm và giải lo âu của nó.

## Dược lý

### Dược lực học
Giống như các azapirone khác, gepirone hoạt động như một chất chủ vận từng phần chọn lọc của thụ thể 5-HT1A. Tuy nhiên, không giống như buspirone tương đối, gepirone có hiệu quả cao hơn trong việc kích hoạt 5-HT1A và có ái lực không đáng kể đối với thụ thể Dopamine D2 (thấp hơn 30 đến 50 lần so với buspirone). Tuy nhiên, tương tự như buspirone, gepirone chuyển hóa thành piperazine 1-(2-pyrimid502), được biết đến như là một chất đối kháng mạnh của thụ thể Alpha-2 adrenergic -adrenergic.

## Lịch sử
Gepirone ban đầu được phát triển bởi Bristol-Myers Squibb, nhưng được cấp phép cho Fabre-Kramer vào năm 1993. FDA đã từ chối phê duyệt cho gepirone vào năm 2004. Nó đã được đệ trình cho giai đoạn preregistration (NDA) một lần nữa vào tháng 5 năm 2007 sau khi thêm thông tin bổ sung từ các thử nghiệm lâm sàng như FDA yêu cầu trong năm 2009. Tuy nhiên, vào năm 2012, một lần nữa thất bại trong việc thuyết phục FDA về phẩm chất điều trị chứng lo âu và trầm cảm. Vào tháng 12 năm 2015, FDA một lần nữa đã cho gepirone đánh giá tiêu cực về trầm cảm do lo ngại về hiệu quả. Tuy nhiên, vào tháng 3 năm 2016, FDA đã đảo ngược quyết định của mình và cho gepirone ER đánh giá tích cực, dọn đường cho thuốc cuối cùng được thị trường ở Mỹ  Kể từ tháng 4 năm 2019, tình trạng Ứng dụng bị từ bỏ.
Trong quá trình phát triển, nó được gọi là BMY 13805, MJ 13805, Org 33062 và TGFK07AD và nó đã có hai tên thương mại được đề xuất: Travivo và Variza.